# Sandino (Kuba)
Sandino ist eine Stadt und ein Municipio in der Provinz Pinar del Río in Kuba.

## Geschichte
Sandino wurde 1964 als künstlich angelegtes Straflager gegründet, in dem von der Regierung zwangsweise aus ihrer Heimat im zentralkubanischen Escambray-Gebirge entfernte Bauernfamilien angesiedelt wurden, die im nach der Revolution ab 1960 aufgeflammten Bürgerkrieg tatsächlich oder vermeintlich die Aufständischen im Kampf gegen Fidel Castros autoritäre Herrschaft unterstützt hatten. Die Gebäude im lange mit Stacheldraht eingezäunten Ort wurden in Zwangsarbeit von aus der Konfliktzone in der Provinz Las Villas verschleppten Männern erbaut, die nach Abschluss der Bauarbeiten ihre von ihnen zuvor getrennten Familien nachholen konnten, um unter dauerhafter staatlicher Überwachung in diesen Wohnungen zu leben.
Sandino besteht aus dem Hauptort Ciudad Sandino, der von kleineren, landwirtschaftlich geprägten Ortschaften umgeben ist. Seinen Namen erhielt die Siedlung als Hommage an den nicaraguanischen Guerillaführer Augusto César Sandino.
Im August 2005 wurde in Sandino von Fidel Castro und Hugo Chávez die „Villa Bolívar“ eingeweiht – ein von der Regierung Venezuelas finanzierter Wohnkomplex für 150 Familien, deren Wohnungen zuvor von Wirbelstürmen zerstört worden waren.
2014 wurde bekannt, dass Sandino der Standort für den ersten von der Regierung genehmigten katholischen Kirchenbau seit der Revolution 1959 sein würde. Das Bauprojekt entstand in Zusammenarbeit der örtlichen Gläubigen mit einer exilkubanischen Kirchengemeinde in Tampa im US-Bundesstaat Florida. Die Kirche (Iglesia de la Divina Misericordia) wurde 2017 fertiggestellt.

## Geographische Lage
Sandino liegt im äußersten Südwesten sowohl der Provinz Pinar del Río als auch ganz Kubas und umfasst 1709 km² an Fläche. Zählt man die angrenzenden Cayos hinzu, kommt man auf eine Gesamtfläche von 1715,28 km². Im Norden grenzt es an die Municipios Guane und Mantua sowie den Golf von Mexiko, im Westen liegt die Yucatánstraße und im Süden das Karibische Meer. 68,7 % der Fläche des Territoriums des Municipios gehören der Halbinsel Guanahacabibes, die seit 1987 zu den UNESCO-Biosphärenreservaten zählt. 
Im Municipio, welches in seiner heutigen Ausdehnung seit der Gebietsreform von 1976 existiert, leben heute 37.293 Einwohner, was einer Bevölkerungsdichte von 21,8 Einwohnern je Quadratkilometer entspricht.